# Wereldkampioenschappen baanwielrennen 1982
De wereldkampioenschappen baanwielrennen 1982 vonden plaats van 23 tot en met 29 augustus in Leicester, Engeland. Het was voor de tweede maal dat de WK op de baan plaatsvonden in Leicester. In totaal vonden er veertien onderdelen plaats; twee bij de vrouwen en twaalf bij de mannen. Bij de mannen waren zeven onderdelen voor amateurs en de andere vijf voor profs toegankelijk. Het medailleklassement werd gewonnen door de Oost-Duitsers met zeven medailles in totaal. Geen Britse renner wist een medaille te veroveren, waardoor het gastland niet in het medailleklassement voorkwam.

## Uitslagen

### Mannen profs
| Onderdeel     | Goud                                | Zilver                                                     | Brons                                 |
| ------------- | ----------------------------------- | ---------------------------------------------------------- | ------------------------------------- |
| Achtervolging | Alain Bondue                        | Hans-Henrik Ørsted                                         | Maurizio Bidinost                     |
| Keirin        | Gordon Singleton                    | Danny Clark                                                | Turu Kitamura                         |
| Puntenkoers   | Urs Freuler                         | Gary Sutton                                                | Roman Hermann                         |
| Sprint        | Koichi Nakano                       | Gordon Singleton                                           | Yavé Cahard                           |
| Stayeren      | Nederland Martin Venix Norbert Koch | Bondsrepubliek Duitsland Wilfried Peffgen Christian Dippel | Italië Bruno Vicino Domenico De Lillo |

### Mannen amateurs
| Onderdeel            | Goud                                                                               | Zilver                                                                                 | Brons                                                                                |
| -------------------- | ---------------------------------------------------------------------------------- | -------------------------------------------------------------------------------------- | ------------------------------------------------------------------------------------ |
| 1 kilometer          | Fredy Schmidtke                                                                    | Lothar Thoms                                                                           | Emanuel Rasch                                                                        |
| Achtervolging        | Detlef Macha                                                                       | Rolf Gölz                                                                              | Mario Hernig                                                                         |
| Ploegenachtervolging | Sovjet-Unie Konstantin Chrabznov Alexandr Krasnov Valeri Movtsjan Sergej Nikitenko | Bondsrepubliek Duitsland Axel Bokeloh Roland Günther Michael Marx Gerhard Strittmatter | Duitse Democratische Republiek Gerald Buder Mario Hermig Detlef Macha Volker Winkler |
| Puntenkoers          | Hans-Joachim Pohl                                                                  | Michael Marcussen                                                                      | Karl Krenauer                                                                        |
| Sprint               | Sergej Kopylov                                                                     | Lutz Hesslich                                                                          | Emzar Goelasjvili                                                                    |
| Stayeren             | Nederland Gaby Minneboo Bruno Walrave                                              | Nederland Mattheus Pronk Norbert Koch                                                  | Bondsrepubliek Duitsland Rainer Podlesch Peter Schindler                             |
| Tandem               | Tsjecho-Slowakije Ivan Kučírek Pavel Martínek                                      | Bondsrepubliek Duitsland Dieter Giebken Fredy Schmidtke                                | Nederland Sjaak Pieters Tom Vrolijk                                                  |

### Vrouwen
| Onderdeel     | Goud              | Zilver           | Brons              |
| ------------- | ----------------- | ---------------- | ------------------ |
| Achtervolging | Rebecca Twigg     | Connie Carpenter | Jeannie Longo      |
| Sprint        | Connie Paraskevin | Sheila Young     | Claudia Lommatzsch |

## Medaillespiegel
| Plaats | Land                           | Goud | Zilver | Brons | Totaal |
| 1      | Duitse Democratische Republiek | 2    | 2      | 3     | 7      |
| 2      | Verenigde Staten               | 2    | 2      | 0     | 4      |
| 3      | Nederland                      | 2    | 1      | 1     | 4      |
| 4      | Sovjet-Unie                    | 2    | 0      | 1     | 3      |
| 5      | Bondsrepubliek Duitsland       | 1    | 4      | 2     | 7      |
| 6      | Canada                         | 1    | 1      | 0     | 2      |
| 7      | Frankrijk                      | 1    | 0      | 2     | 3      |
| 8      | Japan                          | 1    | 0      | 1     | 2      |
| 9      | Zwitserland                    | 1    | 0      | 0     | 1      |
| 9      | Tsjecho-Slowakije              | 1    | 0      | 0     | 1      |
| 11     | Australië                      | 0    | 2      | 0     | 2      |
| 11     | Denemarken                     | 0    | 2      | 0     | 2      |
| 13     | Italië                         | 0    | 0      | 2     | 2      |
| 14     | Oostenrijk                     | 0    | 0      | 1     | 1      |
| 14     | Liechtenstein                  | 0    | 0      | 1     | 1      |
| Totaal | Totaal                         | 14   | 14     | 14    | 42     |